# Luiza Złotkowska
Luiza Złotkowska (ur. 25 maja 1986 w Warszawie) – polska łyżwiarka szybka, trzykrotna olimpijka, brązowa medalistka Zimowych Igrzysk Olimpijskich w Vancouver 2010 oraz srebrna medalistka igrzysk w Soczi 2014. Trzykrotna medalistka Zimowej Uniwersjady w Harbinie. Rekordzistka Polski na dystansie 5 000 m. Wielokrotna medalistka Mistrzostw Polski w łyżwiarstwie szybkim. Reprezentowała barwy MKS-MOS Pruszków-Milanówek, AZS Zakopane, KS „Orzeł” Elbląg, LKS Poroniec Poronin, a także była zawodniczką UKS Sparta Grodzisk Mazowiecki. 27 lutego 2020 zakończyła karierę sportową.

## Życiorys
Urodziła się 25 maja 1986 w Warszawie. Ukończyła Szkołę Podstawową nr 3 w Milanówku. W latach 2000–2005 uczęszczała do Szkoły Mistrzostwa Sportowego w Zakopanem. W 2011 ukończyła studia magisterskie na Akademii Wychowania Fizycznego im. Bronisława Czecha w Krakowie. Zamieszkała w Grodzisku Mazowieckim.
Została członkiem honorowego komitetu poparcia Bronisława Komorowskiego przed wyborami prezydenckimi w Polsce w 2015 roku.
Członek Komisji Zawodniczej Stowarzyszenia Europejskich Komitetów Olimpijskich w kadencji 2013-17 oraz 2017-2021. Przewodnicząca Komitetu Zawodniczego Polskiej Agencji Antydopingowej (POLADA) od 2019. 
W wyborach samorządowych 2018 pierwotnie bez powodzenia startowała do Rady Miasta w Grodzisku Mazowieckim VIII kadencji 2018-2023, jednak później objęła mandat w tej Radzie.

## Rekordy życiowe

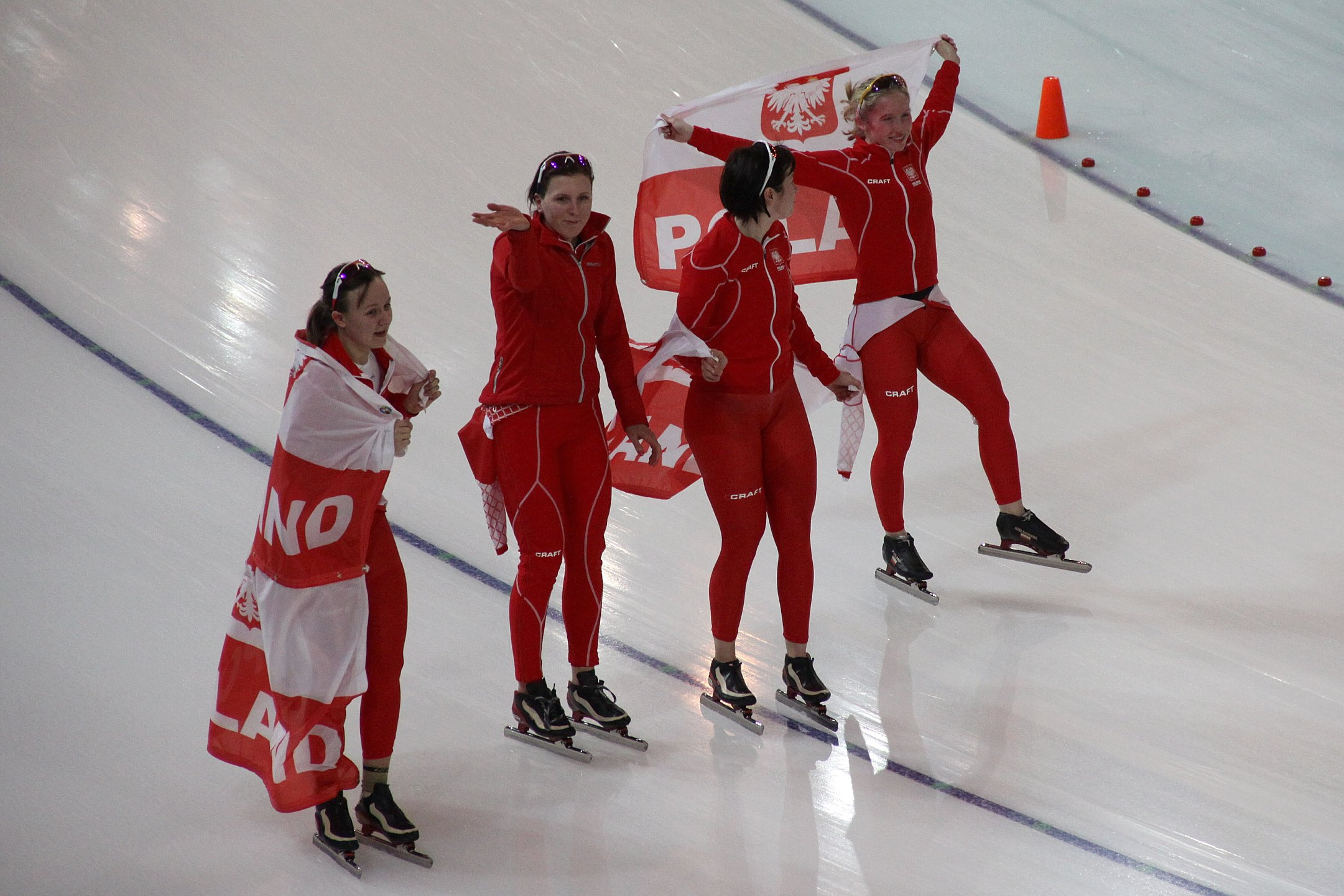
Luiza Złotkowska (pierwsza z prawej) po zdobyciu drużynowego brązowego medalu na ZIO 2010

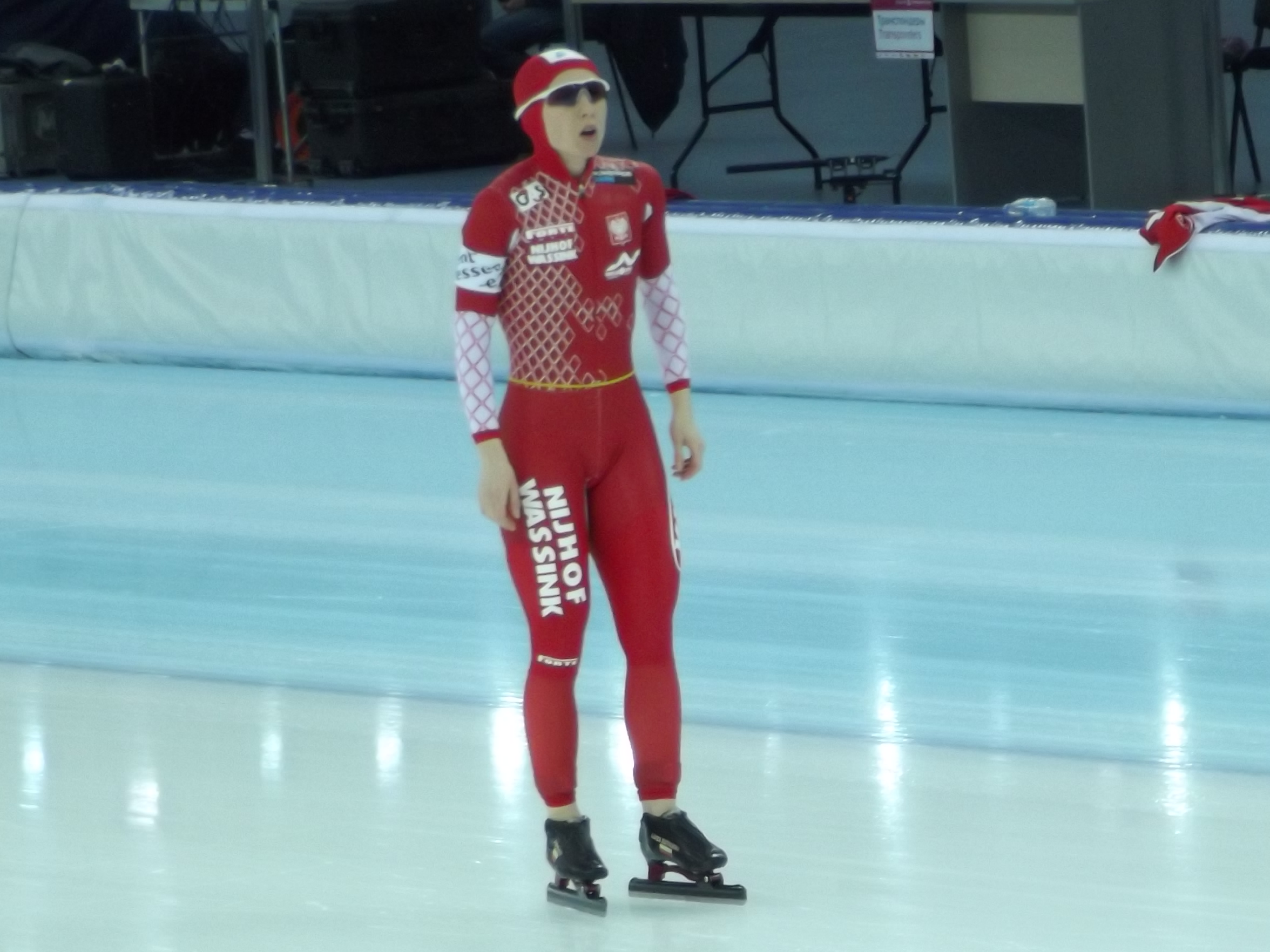
Luiza Złotkowska podczas MŚ na dystansach 2013 w Soczi

| Dystans              | Czas                                 |
| 500 metrów           | 39,13 (Inzell, 28.02.2016)           |
| 1000 metrów          | 1:15,46 (Calgary, 10.11.2013)        |
| 1500 metrów          | 1:54,77 (Salt Lake City, 16.11.2013) |
| 3000 metrów          | 4:02,37 (Salt Lake City, 15.11.2013) |
| 5000 metrów          | 7:07,02 (Salt Lake City, 18.02.2011) |
| Wielobój sprinterski | 160.500 (23-24.01.2016 Zakopane)     |
| Wielobój duży        | 169,994 (Zakopane, 30.12.2013)       |
| Bieg drużynowy       | 2:58.01 (Salt Lake City, 17.11.2013) |

## Kariera sportowa
- Mistrzostwa Europy w Łyżwiarstwie Szybkim w Wieloboju 2011 – Collalbo (ITA) (7–9 stycznia 2011)
  - 500 m – 41,20 (12. miejsce)
  - 3000 m – 4.25,15 (12. miejsce)
  - 1500 m – 2.05,43 (11. miejsce)
  - 5000 m – 7.31,49 (8. miejsce)

- Mistrzostwa Świata w Łyżwiarstwie Szybkim w Wieloboju 2011 – Calgary (CAN) (12–13 lutego 2011)
  - 500 m – 39,96 (15. miejsce)
  - 3000 m – 4.07,58 (15. miejsce)
  - 1500 m – 1.58,29 (18. miejsce)

- Mistrzostwa Świata w Łyżwiarstwie Szybkim na Dystansach 2011 – Inzell (GER) (10–13 marca 2011)
  - 3000 m – 4.16,15 (17. miejsce)
  - 1500 m – 2.01,14 (18. miejsce)
  - 5000 m – 7.15,71 (12. miejsce)
  - bieg drużynowy (7. miejsce)

- Mistrzostwa Europy w Łyżwiarstwie Szybkim w Wieloboju 2012 – Budapeszt (HUN) (6–8 stycznia 2012)
  - 500 m – 42,22 (17. miejsce)
  - 3000 m – 4.35,67 (18. miejsce)
  - 1500 m – 2.10,08 (14. miejsce)

- Mistrzostwa Świata w Łyżwiarstwie Szybkim na Dystansach 2012 – Heerenveen (NED) (22–25 marca 2012)
  - 1500 m – 2.02,17 (21. miejsce)
  - bieg drużynowy  (wraz z Natalią Czerwonką i Katarzyną Woźniak)

- Mistrzostwa Europy w Łyżwiarstwie Szybkim w Wieloboju 2013 – Heerenveen (NED) (11–13 stycznia 2013)
  - 500 m – 40,34 (12. miejsce)
  - 3000 m – 4.15,44 (14. miejsce)
  - 1500 m – 2.01,81 (13. miejsce)

- Mistrzostwa Świata w Łyżwiarstwie Szybkim w Wieloboju 2013 – Hamar (NOR) (16–17 lutego 2013)
  - 500 m – 40,40 (11. miejsce)
  - 3000 m – 4.17,27 (16. miejsce)
  - 1500 m – 1.59,98 (12. miejsce)

- Mistrzostwa Świata w Łyżwiarstwie Szybkim na Dystansach 2013 – Soczi (RUS) (21–24 marca 2013)
  - 3000 m – 4.16,30 (17. miejsce)
  - 1500 m – 2.00,44 (16. miejsce)
  - bieg drużynowy  (wraz z Natalią Czerwonką i Katarzyną Bachledą-Curuś)

## Najważniejsze osiągnięcia
Zimowe Igrzyska Olimpijskie
- Vancouver 2010 – bieg drużynowy kobiet na dystansie 2400 m (wraz z Katarzyną Bachledą-Curuś i Katarzyną Woźniak)[6]
- Soczi 2014 – bieg drużynowy kobiet na dystansie 2400 m (wraz z Katarzyną Bachledą-Curuś, Katarzyną Woźniak i Natalią Czerwonką)

Uniwersjada
- Harbin 2009 – 3000 metrów
- Harbin 2009 – 5000 metrów
- Harbin 2009 – bieg drużynowy kobiet (wraz z Natalią Czerwonką i Eweliną Przeworską)

Mistrzostwa Świata
- Mistrzostwa Świata w Łyżwiarstwie Szybkim na Dystansach 2012 Heerenveen (NED) 22 - 25 marca 2012 - bieg drużynowy (wraz z Natalią Czerwonką i Katarzyną Woźniak)
- Mistrzostwa Świata w Łyżwiarstwie Szybkim na Dystansach 2013 Soczi (RUS) 21 - 24 marca 2013 - bieg drużynowy (wraz z Natalią Czerwonką i Katarzyną Bachledą-Curuś)

Mistrzostwa Polski
- 19 razy złoty medal
- 42 razy srebrny medal
- 16 razy brązowy medal

## Odznaczenia i wyróżnienia
- Krzyż Oficerski Orderu Odrodzenia Polski (2014)[7][8]
- Krzyż Kawalerski Orderu Odrodzenia Polski (2010)[9][10]
- Mutka vel Zielonka[11]
- Honorowe Obywatelstwo Milanówka (2014)[12]
- Wielka Honorowa Nagroda Sportowa za 2010 i 2012 rok[13].